# Saint-Aubin-Château-Neuf
Saint-Aubin-Château-Neuf este o comună în departamentul Yonne, Franța. În 2009 avea o populație de 521 de locuitori.

## Evoluția populației
| An        | 1975 | 1982 | 1990 | 1999 | 2006 | 2009 |
| --------- | ---- | ---- | ---- | ---- | ---- | ---- |
| Populație | 436  | 455  | 460  | 435  | 501  | 521  |